# De Oude Graaf
Het waterschap De Oude Graaf was een waterschap in de Nederlandse provincie Limburg. Het waterschap had het beheer over het gebied rondom de beek de Oude Graaf en de Rietbeek, later ook inclusief de Kievitsbeek, ten noordwesten van Weert.

## Geschiedenis
In 1917 begon men met de activiteiten om het waterschap De Oude Graaf op te richten, waarbij het waterschap Het Land van Weert nauw betrokken was. Onduidelijk is waarom het gebied van De Oude Graaf niet in waterschap Het Land van Weert werd opgenomen.
In januari 1918 werd er reeds een vergadering gehouden met de grondeigenaren in het gebied waaruit veel belangstelling voor het waterschap bleek. Ondanks dat het waterschap formeel nog niet was opgericht, begon men in dat jaar reeds met verbeteringswerkzaamheden aan de Oude Graaf. Daarbij werd de Oude Graaf verdiept, verbreed en rechtgetrokken, zodat begin jaren twintig het project klaar was waardoor het moerasgebied Hugterbroek van honderd hectare gereed was om ontgonnen te worden. Er ontstond een financieel moeilijke situatie toen de werkzaamheden al betaald waren, maar men ondanks de verhoging van de omslaggelden leningen moest aangaan en de subsidies van de provincie en het rijk pas enkele jaren later werden ontvangen.
Op 30 december 1919 besloot Provinciale Staten het waterschap op te richten, dat pas op 28 juni 1921 koninklijk werd goedgekeurd. De vertraging kwam voort uit de zorgen van het Noord-Brabantse provinciebestuur omdat de beek de Oude Graaf afwaterde richting Noord-Brabant en daar voor wateroverlast werd gevreesd. Er werd een oplossing gevonden door het waterschap De Oude Graaf mee te laten betalen aan verbeteringswerkzaamheden in het gebied van het waterschap De Dommel als dit voor het Limburgse waterschap in de ontwatering voordeel opleverde.
Eind jaren twintig werden er plannen ontwikkeld om de Rietbeek te verbeteren. Na een subsidie van de gemeente Weert werd het project uitgevoerd met inzet van werklozen in het kader van de werkverschaffing. Deze werkzaamheden werden halverwege de jaren dertig gereed.
In 1951 kreeg het waterschap er terreinen bij die ten noorden van de Oude Graaf in de gemeente Nederweert gelegen waren.
In 1953 kreeg het waterschap het gebied De Kievit (de latere Kievitsbeek) erbij dat nog noordelijker gelegen was.
Vanaf 1956 kreeg het waterschap voor het eerst vaste arbeiders in dienst, bestaande uit een opzichter met vier medewerkers. In de maanden dat er geen werkzaamheden waren deden ze werk voor het Bisschoppelijk College te Weert. Voor die tijd was vast personeel te duur om te bekostigen en had men slechts in een gedeelte van het jaar werk.
In de periode 1962-1964 werd de ontwatering van het gebied De Kievit verbeterd. Daarmee was het stroomgebied van de Oude Graaf volledig verbeterd en hoefde men zich enkel richten op het doen van kleine verbeteringen en onderhoudswerkzaamheden.
In 1972 ging het waterschap De Oude Graaf op in het waterschap Midden-Limburg.